# Rune Hauge (Skispringer)
Rune Hauge (* 1957) ist ein ehemaliger norwegischer Skispringer.
Hauge gewann am 23. März 1975 bei den Junioren-Europameisterschaften die Silbermedaille hinter Anton Innauer und vor seinem Landsmann Roger Ruud.
Sein erstes größeres internationales Turnier bestritt Hauge mit der Vierschanzentournee 1977/78. Das beste Einzelresultat erreichte er dabei in Bischofshofen mit dem 16. Platz. Für eine Platzierung in der Gesamtwertung reichte es jedoch nicht. Bei der Nordischen Skiweltmeisterschaft 1978 im finnischen Lahti gewann Hauge im Teamspringen gemeinsam mit Roger Ruud, Tom Levorstad und Per Bergerud die Bronzemedaille. Danach nahm er fast nur noch bei kleineren Wettbewerben teil. 1980 und 1981 bestritt Hauge in Norwegen auch je ein Weltcupspringen, erreichte die Punkteränge aber nicht.